# 布特沙伊德
布特沙伊德是德国莱茵兰-普法尔茨州的一个市镇。总面积2.99平方公里，总人口108人，其中男性49人，女性59人（2011年12月31日），人口密度36人/平方公里。